# Cuadernos de Información Económica
Cuadernos de Información Económica és una revista bimestral publicada per FUNCAS (Fundación de Cajas de Ahorros) i CECA (Confederación Española de Cajas de Ahorros). Va ser fundada el 1993 amb l'objectiu de proporcionar informació econòmica actualitzada, concisa i de qualitat a professionals i al públic general. Cada número inclou anàlisis d'experts sobre temes econòmics i financers, tant nacionals com internacionals, així com les principals estadístiques econòmiques, socials i financeres. A partir de l'any 2000, FUNCAS va optar per limitar l'edició en paper i establir l'accés gratuït en línia a les seves publicacions per ampliar la seva difusió i impacte, amb l'excepció de coedicions i col·laboracions puntuals.